# Гребля Мефруч

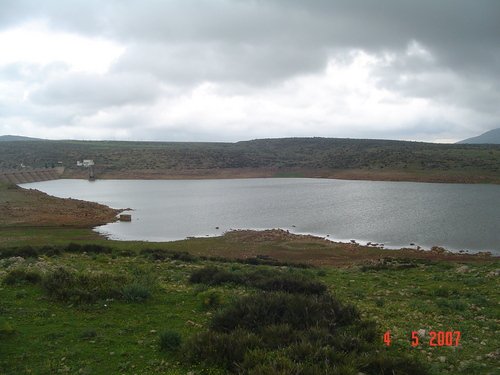
Водосховище греблі

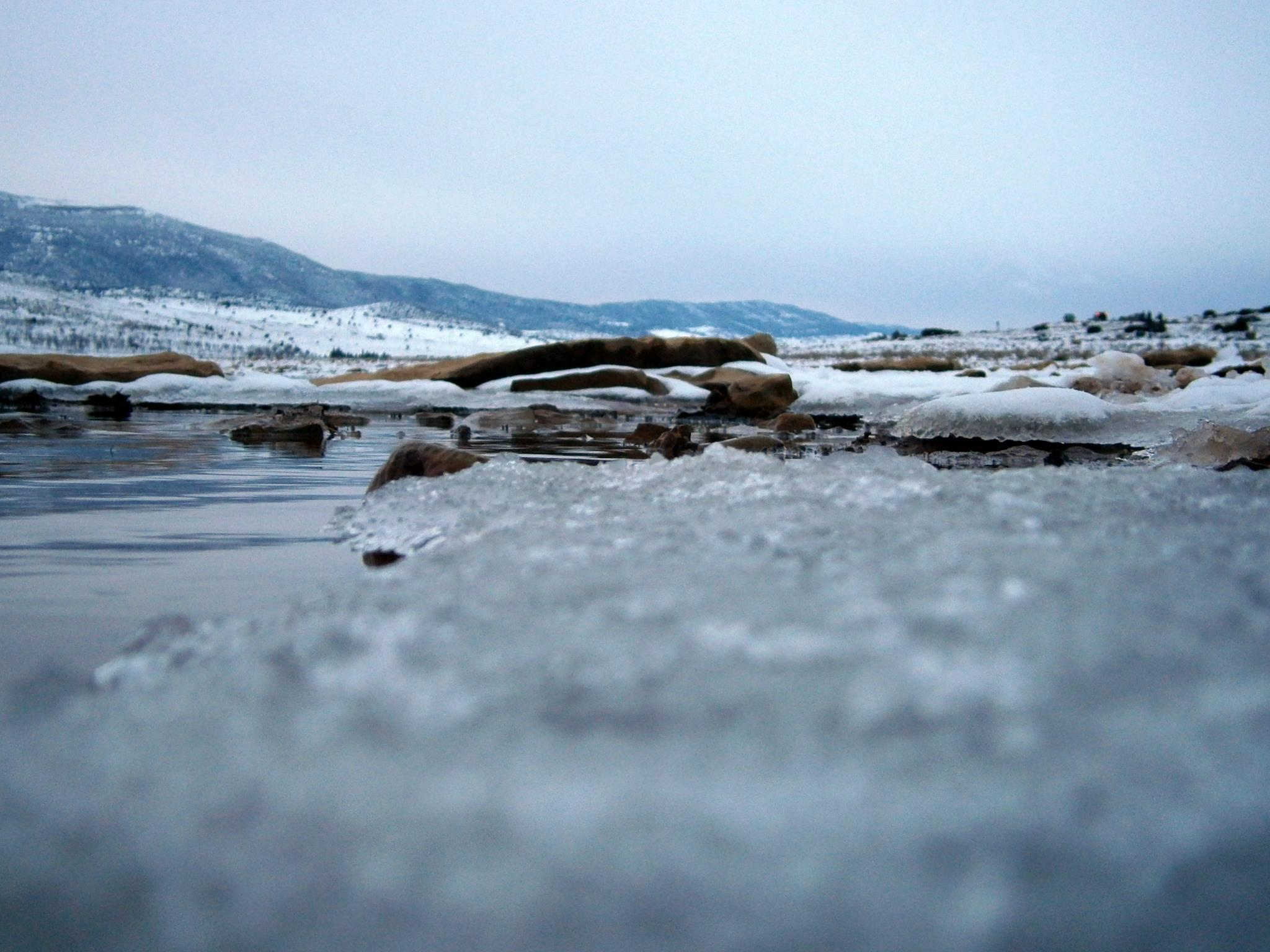
Водосховище греблі взимку

Гребля Мефруч (Mefrouch) – гідротехнічна споруда на півночі Алжиру.
Греблю спорудили в 1957 – 1963 роках на уеді Ен-Начеф (En-Nachef) у верхній частині сточища уеду Сікак, який є лівою притокою уеду Іссер, що в свою чергу впадає праворуч до уеду Тафна (досягає Середземного моря за дев’ять десятків кілометрів на південний схід від Орана). Можливо відзначити, що нижче по сточищу споруджена гребля Сікак. Водозбірний басейн вище від споруди складає 82 км2, а її головним призначенням є водопостачання та іригація.
В межах проекту долину уеду перекрили бетонною контрфорсно-багатоарковою греблею (17 арок, що спираються на 18 контрфорсів) висотою 35 метрів (від основи, висота  над дном уеду – 26 метрів) та довжиною 531 метр. 
Гребля утворила водосховище з площею поверхні 1,48 км2 та об’ємом 15 млн м3.